# Good Luck Charm
«Good Luck Charm» — песня Элвиса Пресли.
В США в 1962 году в журнале «Билборд» песня «Good Luck Charm» в исполнении Элвиса Пресли достигла 1 места в чарте Hot 100 (суммарный чарт синглов в разных жанрах поп-музыки, главный хит-парад этого журнала).